# Род на Еорл
В фантастичната Средна земя на фентъзи-писателя Джон Роналд Руел Толкин Родът на Еорл (на английски: House of Eorl) е династията започната от Еорл Младият, първият крал на Рохан.
```
      *
Еорл Младият
 * Първа линия
       | † Втора линия
     *
Брего
 ‡ Трета линия
   _____|_____
 | |

Балдор
 *
Алдор

     _________|__
   | |
3 дъщери *
Фреа

                |
            *
Фреавин

                |
            *
Голдвине

                | 
              *
Деор

                |
              *
Грам

         ________|_______
       | |
*
Шлем Твърдоръки
 Хилд
                        |
                     †
Фреалаф

                        |
                      †
Брита

                        |
                      †
Валда

                        |
                      †
Фолка

                        |
                     †
Фолквине

         ________________|______________
       | | | |
     Фастред Фолкред дъщеря †
Фенгел

                                    ____|________
                                  | |
                             2 дъщери †
Тенгел
 = 
Морвен Еледвен

         ____________________________________________|___
       | | | |
     дъщеря †
Теоден
 = Елфхилд 2 дъщери 
Теодвин
 = Еомунд
                    | |
                      
Теодред
 |
                              ___________________________|______
                            | | 
               Лотириел = ‡
Еомер
 Фарамир = 
Еовин

                       | |
                     ‡
Елфвин
 Елборон
                                                           |
                                                          Барахир
```